# Траверс (округ, Міннесота)
Шаблон:StateAbbr_ 45°46′ пн. ш. 96°28′ зх. д. / 45.77° пн. ш. 96.47° зх. д.
Округ Траверс (англ. Traverse County) — округ (графство) у штаті Міннесота, США. Ідентифікатор округу 27155.

## Історія
Округ утворений 1862 року.

## Демографія
За даними перепису
2000 року
загальне населення округу становило 4134 осіб, усе сільське.
Серед мешканців округу чоловіків було 2032, а жінок — 2102. В окрузі було 1717 домогосподарств, 1129 родин, які мешкали в 2199 будинках.
Середній розмір родини становив 2,97.
Віковий розподіл населення поданий у таблиці:
| Стать    | До 15 років | 15-21 | 22-29 | 30-39 | 40-49 | 50-65 | 65-85 | Понад 85 |
| -------- | ----------- | ----- | ----- | ----- | ----- | ----- | ----- | -------- |
| Чоловіки | 428         | 202   | 131   | 213   | 292   | 296   | 403   | 67       |
| Жінки    | 403         | 171   | 110   | 230   | 260   | 313   | 467   | 148      |

## Суміжні округи
- Вілкін — північ
- Грант — північний схід
- Стівенс — південний схід
- Біг-Стоун — південь
- Робертс, Південна Дакота — південний захід
- Ричленд, Південна Дакота — північний захід

## Виноски
1. ↑  US Decennial Census. US Census Bureau. Процитовано 25 жовтня 2014.
2. ↑  Historical Census Browser. University of Virginia Library. Архів оригіналу за 11 серпня 2012. Процитовано 25 жовтня 2014.
3. ↑  Population of Counties by Decennial Census: 1900 to 1990. US Census Bureau. Процитовано 25 жовтня 2014.
4. ↑  Census 2000 PHC-T-4. Ranking Tables for Counties: 1990 and 2000 (PDF). US Census Bureau. Процитовано 25 жовтня 2014.
5. ↑  State & County QuickFacts. Бюро перепису населення США. Архів оригіналу за 7 червня 2011. Процитовано 1 вересня 2013. [Архівовано 2011-06-07 у Wayback Machine.](англ.) Наведено за англійською вікіпедією.
6. ↑  American FactFinder. Бюро перепису населення США. Архів оригіналу за 26 лютого 2012. Процитовано 31 січня 2008. [Архівовано 2008-05-21 у Wayback Machine.]

| США | Це незавершена стаття з географії США. Ви можете допомогти проєкту, виправивши або дописавши її. |